# Xenodasys sanctigoulveni
Xenodasys sanctigoulveni är en djurart som tillhör fylumet bukhårsdjur, och som beskrevs av Bertil Swedmark 1967. Xenodasys sanctigoulveni ingår i släktet Xenodasys och familjen Xenodasyidae. Inga underarter finns listade i Catalogue of Life.